# Alicia Coppola
Alicia Coppola född 12 april 1968 i Huntington, New York, är en amerikansk skådespelare.
Hon har bland annat medverkat som gästskådespelare i CSI: Crime Scene Investigation, Jordan, rättsläkare, 24 och har en fast roll i TV-serien Jericho.
Coppola är gift och har en dotter, född 2002. Hon är inte släkt med Francis Ford Coppola.

## Filmografi, i urval
- 1994 – På spaning i New York (TV-serie) (1 avsnitt)
- 1995 – Star Trek: Voyager (TV-serie) (1 avsnitt)
- 1997 – Chicago Hope (TV-serie) (1 avsnitt)
- 1997 – Spejaren (TV-serie) (1 avsnitt)
- 1998 – Pensacola - vingar av guld (TV-serie) (1 avsnitt)
- 2001 – CSI: Crime Scene Investigation (TV-serie) (1 avsnitt)
- 2002 – Ally McBeal (TV-serie) (2 avsnitt)
- 2002 – Framed
- 2003 – Law & Order: Criminal Intent (TV-serie) (1 avsnitt)
- 2003 – På heder och samvete (TV-serie) (2 avsnitt)
- 2004–2005 – NCIS (TV-serie) (3 avsnitt)
- 2007 – National Treasure: Hemligheternas bok
- 2010–2022 – NCIS: Los Angeles (TV-serie) (5 avsnitt)
- 2011 – Castle (TV-serie) (1 avsnitt)
- 2011 – Suits (TV-serie) (1 avsnitt)
- 2014 – Criminal Minds (TV-serie) (1 avsnitt)
- 2014 – Sons of Anarchy (TV-serie) (1 avsnitt)
- 2019 – Why Women Kill (TV-serie)
- 2022–2024 – Law & Order (TV-serie) (2 avsnitt)
- 2025 – Chicago Med (TV-serie) (1 avsnitt)